# Hydriomena caralpa
Hydriomena caralpa là một loài bướm đêm trong họ Geometridae.